# Dichanthelium cumbucana
Dichanthelium cumbucana är en gräsart som först beskrevs av Stephen Andrew Renvoize, och fick sitt nu gällande namn av Fernando Omar Zuloaga. Dichanthelium cumbucana ingår i släktet Dichanthelium och familjen gräs. Inga underarter finns listade i Catalogue of Life.